# Close Your Eyes (gruppo musicale)
I Close Your Eyes sono un gruppo musicale statunitense formatosi nel 2005 ad Abilene, Texas.

## Formazione

### Formazione attuale
- Brett Callaway – chitarra solista, cori (2005-presente)
- Jordan Hatfield – batteria (2012-presente)
- Bobby VaLeu – chitarra solista (2011-2012, 2013-presente)

### Ex componenti
- Ben Clinard – basso (2005-2006)
- Chris Coltman – batteria (2005-2007)
- David Fidler – batteria (2007-2010)
- Tim Friesen – batteria (2010-2011)
- Shane Raymond – voce (2005-2012, 2014-2015)
- Alex Whitten – basso, cori (2014-2015)
- Mikey Sawyer – voce (2012)
- Sonny Vega – basso, cori (2006-2014)
- Sam Ryder Robinson – voce (2013-2014)
- Andrew Rodriguez – chitarra ritmica (2006-2011, 2012-2013)

## Discografia

### Album in studio
- 2010 – We Will Overcome
- 2011 – Empty Hands and Heavy Hearts
- 2013 – Line in the Sand

### EP
- 2006 – 3-Track Demo
- 2008 – Close Your Eyes
- 2014 – Prepackaged Hope

### Singoli
- 2010 – Song for the Broken
- 2010 – The Body
- 2011 – Digging Graves
- 2011 – Valleys
- 2011 – Keep the Lights On
- 2012 – Carry You
- 2012 – Erie
- 2013 – Frame and Glass/The End